# Carvel Rock
Carvel Rock est un îlot inhabité des îles Vierges britanniques dans les Caraïbes de moins de 8 100 m2. Il n'est visité que par les bateaux pour pratiquer la plongée sous-marine et ne possède que des falaises à pic sans plage ce qui rend impossible la construction d'un débarcadère.
Carvel Rock est situé au sud de l'archipel, à peu près au centre de la distance séparant Ginger Island de l'île de Cooper.